# Salim Karam
Salim Jussef Bej Karam (ur. 1946) – libański polityk, maronita, wywodzący się z wpływowej rodziny Karam. W 2009 r. otrzymał mandat deputowanego do libańskiego parlamentu z okręgu Zgharta-Zawijja. 13 czerwca 2011 r. został mianowany sekretarzem stanu w rządzie Nadżiba Mikatiego.